# Claude Régy
Claude Régy (1923 - Parijs, 26 december 2019) was een Frans theaterregisseur.

## Biografie
Claude Régy werd geboren in Nîmes, op 1 mei 1923, als de zoon van cavalerieofficier Marcel Régy. Hij werd geboren in een burgerlijk protestants gezin. Als hij tijdens zijn jeugd het werk van Dostojevski ontdekt, voelt dat aan als “een hakbijl die een bevroren zee doorklieft.” Zijn vader dwong hem echter om rechten en politicologie te studeren. Tijdens zijn derde jaar als student in Parijs brak hij die studies af en ging theater studeren bij Charles Dullin. Zijn ouders stopten vervolgens alle financiële steun. Hij deed klusjes om geld te verdienen en begon te werken als assistent van André Barsacq, in het Théâtre de l'Atelier.
In 1952 pleegde de tweeëntwintigjarige levensgezel van Régy zelfmoord. "Na een periode van absolute eenzaamheid, van vervreemding, veranderde ik dit lijden in werk. Ik heb toen mijn eerste voorstelling gemaakt", schreef hij later. Vervolgens regisseerde hij Doňa Rosita van Federico Garcia Lorca in het oude Parijse cabaret Théâtre des Noctambules.
Régy nam al snel afstand van het dan heersende psychologisch realisme en naturalisme van het "politieke theater". Hij ging op zoek naar nieuwe mogelijkheden voor het theater en vond dat in een minimalistische esthetiek. Hij liet het publiek kennis maken met een reeks hedendaagse theaterteksten en bewerkte romans van moderne auteurs zoals Marguerite Duras en Nathalie Sarraute. Hij gebruikte vaak bekende acteurs uit de theater- en filmwereld, zoals Delphine Seyrig, Jean Rochefort, Michel Bouquet, Jean-Pierre Marielle, Pierre Brasseur, Pascale Champagne, Isabelle Huppert, Philippe Noiret, Michel Piccoli, Jeanne Moreau, Gérard Depardieu, Bulle Ogier, Emmanuelle Riva en Valérie Dréville. Hij werkte ook samen met verschillende scenografen, zoals Jacques Le Marquet, Daniel Jeanneteau en Sallahdyn Khatir.
Het geheim van het theater zat voor Régy in de schriftuur. Met taal werken was zijn passie. In de jaren zeventig begon hij ook werk van niet-Franstalige auteurs te regisseren, zoals Harold Pinter, John Osborne, Botho Strauss, Jon Fosse, Peter Handke, Luigi Pirandello, Anton Tsjechov, Fernando Pessoa, Tarjei Vesaas en Maurice Maeterlinck.
In 1980 richtte hij zijn eigen theatergezelschap op, Les Ateliers Contemporains.
In 2005 stond zijn gezelschap in deSingel in Antwerpen, met Comme un chant de David, een monoloog vertolkt door Valérie Dréville. Ze vertelde het verhaal van David, die op dertigjarige leeftijd koning van Israël werd. Hij regeerde veertig jaar en werd opgevolgd door zijn zoon Salomon. Na hem brokkelde het rijk uiteen en werd onder de voet gelopen. In Jeruzalem, de heilige stad voor joden, christenen en mohammedanen, woedt al tweeduizend jaar lang een oorlog. Met deze voorstelling wilde Régy de aandacht vestigen op de ongelijke strijd tussen Israël en Palestina.
Toen hij in 2016 Rêve et Folie van Georg Trakl creëerde in het Théâtre de Nanterre-Amandiers, was hij 93 jaar oud. Hij zei toen dat het zijn laatste voorstelling zou worden. In een interview naar aanleiding van deze voorstelling, verklaarde Régy: "Wat me zo aantrekt en raakt in de figuur van Trakl, is zijn mateloosheid. Hij heeft echt alle taboes doorbroken. Hij was drugsverslaafde, alcoholicus, incestpleger, geplaagd door waanzin, geobsedeerd door zelfdestructie en doordrongen van het christendom; van een dubbel christendom eigenlijk, want zijn moeder was katholiek en zijn vader protestant. In zijn werk gebruikt hij voortdurend christelijke thema’s, al verdraait hij hun betekenis. Het geweld van Trakl’s leven schuilt in het overschrijden van alle mogelijke grenzen waarop een verbod rust. De grens die me het meest interesseert, is die van de cartesiaanse redelijkheid. Die typisch Franse scheidingslijn verbant alles wat niet redelijk is naar het domein van waanzin en onzin. Volgens mij zoek je die grens niet op om duisternis te scheppen of om de duisternis nog meer donkerte te geven, maar om uit te drukken wat er zich achter de redelijkheid bevindt. Trakl overschreed de limieten van wat een mens kan verdragen. Die grens heeft me altijd aangetrokken en ik heb altijd geprobeerd er zo dicht mogelijk bij te komen met de teksten die ik in mijn theaterstukken heb gebruikt."
In de nacht van 25 op 26 december 2019 overleed Claude Régy, op 96-jarige leeftijd. Bij zijn overlijden was Alexandre Barry zijn partner. "Een soort havik, met een harde blik en een radicaal karakter. ... De apostel van stilte, duisternis en tellen", zo werd hij omschreven door Gérard Depardieu, die tussen 1972 en 1977 acteerde in zes toneelstukken geregisseerd door Claude Régy, waaronder La Chevauchée sur le lac de Constance van Peter Handke.

## Filosofie
Toen een interviewer hem vertelde dat tijdens een voorstelling een vrouw in het publiek bleef herhalen dat ze "het niet aankon" toen de lichten doofden en de zaal volledig donker werd, antwoordde Régy: "Dat soort reacties komt vaak voor tijdens mijn voorstellingen. Er zijn mensen die niet verdragen dat het volledig donker wordt in de zaal. ... Duisternis wordt moeilijk verdragen omdat ze ons in contact brengt met de duistere aspecten van ons menszijn. In de stilte probeer ik altijd een grote kwaliteit en concentratie te bereiken, nog voor de voorstelling aanvangt. Het is erg belangrijk voor me dat het publiek zich in stilte voorbereidt op een werk waar net de stilte een belangrijke expressieve rol speelt. Logischerwijs gaat stilte gepaard met duisternis. ... Hoe minder je opheldert en uitlegt, hoe meer je de weg vrijmaakt naar een ruimte waar de verbeelding zich in alle vrijheid kan ontplooien."
Over theateropleidingen schreef hij in 1997 het volgende: "Dat we eens ophouden met die geschiedenis van 'het onderwijs van de dramatische kunst'! Hoe kan je het theater nu reduceren tot een academische vorming, terwijl haar onderwerp het leven zelf is, en de acteurs mensen zijn die geacht worden zich voor andere mensen uit te drukken door verhalen over mensen te vertellen ... Soms zijn heel jonge acteurs zonder enige ervaring heel wat beter dan geoefende spelers. Acteren is een gave, een aanwezigheid, een bestaan. Moeten we daaruit besluiten dat we niets moeten aanleren? Nee, want iedereen is ontvankelijk voor vooruitgang. ... Op de scène onderzoeken we de these die Dostojevski al in De Idioot stelde: “Kan je in een beeld vangen wat geen beeld heeft?” Als de acteur niet verwijst naar iets anders dan zichzelf, is hij nutteloos. Als hij enkel de zichtbare zijde van de realiteit kan representeren en niet haar verborgen gezicht kan laten zien, interesseert hij me niet. Maar opgelet, hij zal daar nooit in slagen door zich op of in de tekst te werpen, integendeel. Hij moet veeleer de visuele indicaties van de auteur respecteren, de woordenloze sequenties die hij soms bedenkt. De acteur moet kunnen bestaan zonder spreken of handelen. En zwijg me van energie! Wat is er erger dan die kleine machohondjes die op de scène over en weer lopen en zich getalenteerd wanen omdat ze blijk geven van dynamisme en viriliteit. ... “In den beginne was het woord”, zegt ons de bijbel. Maar het woord, dat is ook de adem die het woord draagt: lichaam en geest zijn onafscheidelijk ... Net zoals op de scène het verlangen en de geest onafscheidelijk zijn. Ze moeten niet gedifferentieerd of gedissocieerd worden! ... Als een acteur twee schijnbaar zo tegenstrijdige zaken niet tegelijkertijd kan uitdrukken, moet hij van beroep veranderen! Ik probeer altijd om me bewust te worden van de pluraliteit van elk woord, gewoon door strikt naar de tekst te luisteren. Ik wil ook even benadrukken dat de manier van bewegen, de plaats van de medespelers op het podium de perceptie van woorden helemaal kan doen veranderen. Maar er zijn maar weinig acteurs die de ruimte rondom hen aanvoelen. Het merendeel ziet niet verder dan zijn eigen blik, hoort enkel zijn eigen repliek en vermoedt niets. Op de scène kan niemand zich verplaatsen zonder dat eender welke situatie er heimelijk door beïnvloed wordt. ... Wat te doen? Hoe moeten we aan theater doen zonder de droom te doden, de poëzie van de tekst? Het volstaat om de tekst zichzelf te laten zijn, niets op te roepen of te onderdrukken en zo een veelheid aan mogelijke gevoelens open te laten. Welk nut heeft het al bij al om iets te begrijpen? Is dat geen beperking van de dimensie van de tekst? Aan het conservatorium verweet men mij vaak mijn acteurs op te leiden tot een destructieve manier van introspectie; men zei dat ze onder mijn regie levenloos en zielloos waren; met een toonloze, witte en eentonige stem, alsof ze twintig jaar psychoanalyse achter de rug hadden. Maar dat is het tegengestelde van wat ik wilde doen. Het is net die toestand van beschikbaarheid en leegheid die ik nastreef, die de tekst toelaat om anders te reageren naargelang ieders persoonlijkheid. Wat is er beter dan het opgeven van elke namaakaanwezigheid om eindelijk aanwezig te worden? Jezelf opgeven om er eindelijk te zijn. En dat zijn geen paradoxen." (uit Claude Régy ‘Déformation académique’, Télérama hors/série: Profession Comédien, 1997.)

## Theaterstukken
- 1952: Doña Rosita van Federico Garcia Lorca, Théâtre des Noctambules
- 1953: La vie que je t'ai donnée van Luigi Pirandello, Théâtre de l'Atelier, Théâtre des Noctambules, Théâtre des Mathurins
- 1953: La Tragédie de la nuit van Thomas Otway, Festival de Châteaudun
- 1954: Penthésilée van Heinrich von Kleist, Théâtre Hébertot
- 1954: Portrait de famille van Nino Frank en Paul Gilson, Théâtre des Mathurins
- 1955: Gaspar Diaz van Dominique Vincent Théâtre Hébertot
- 1957: L'Autre Alexandre van Marguerite Liberaki, Théâtre de l'Alliance Française
- 1962: Frank V van Friedrich Dürrenmatt, in samenwerking met André Barsacq Théâtre de l'Atelier
- 1963: Les Viaducs de la Seine-et-Oise van Marguerite Duras, Poche Montparnasse
- 1964: Bonheur, impair et passe van Françoise Sagan, Théâtre Édouard VII
- 1964: Cet animal étrange van Gabriel Arout naar Anton Tsjechov, Théâtre Hébertot
- 1965: L'Accusateur public van Fritz Hochwälder, Théâtre des Mathurins
- 1965: La collection en L'amant van Harold Pinter, Théâtre Hébertot
- 1966: La prochaine fois je vous le chanterai van James Saunders, Théâtre Antoine
- 1966: Témoignage irrecevable van John Osborne, Théâtre des Mathurins
- 1966: Le Retour van Harold Pinter, Théâtre de Paris
- 1966: Se trouver van Luigi Pirandello, Théâtre Antoine
- 1967: L'Anniversaire van Harold Pinter, Théâtre Antoine
- 1967: Rosencrantz and Guildenstern Are Dead van Tom Stoppard, Théâtre Antoine
- 1968: Les Quatre Saisons van Arnold Wesker, Théâtre Montparnasse
- 1968: L'Amante anglaise van Marguerite Duras, Théâtre national populaire, Théâtre de Chaillot
- 1969: Le Jardin des délices van Fernando Arrabal, Théâtre Antoine
- 1969: La Danse de mort van August Strindberg, Théâtre national populaire, Théâtre de Chaillot
- 1970: La Mère van Stanisław Ignacy Witkiewicz, Théâtre Récamier
- 1971: Les Prodiges van Jean Vauthier, Théâtre national populaire, Théâtre de Chaillot
- 1972: Sauvés van Edward Bond Théâtre national populaire, Théâtre de Chaillot
- 1972: Home van David Storey, Théâtre des Ambassadeurs
- 1973: Isma van Nathalie Sarraute, Théâtre des Ambassadeurs
- 1973: Le vaisseau fantôme van Richard Wagner, Théâtre musical d'Angers
- 1974: La Chevauchée sur le lac de Constance van Peter Handke, Espace Pierre Cardin
- 1974: Vermeil comme le sang van Claude Régy, Théâtre de Chaillot
- 1975: C'est beau van Nathalie Sarraute, Théâtre d'Orsay
- 1976: Lulu van Frank Wedekind, Théâtre de l'Athénée-Louis-Jouvet
- 1976: Emma Santos, Théâtre Silvia-Monfort
- 1977: L'Éden Cinéma van Marguerite Duras, Théâtre d'Orsay
- 1977: Le malade imaginaire van Molière, Théâtre Habima, Tel-Aviv
- 1978: Les gens déraisonnables sont en voie de disparition van Peter Handke, Théâtre des Amandiers, Théâtre national populaire
- 1978: Le Nom d'Œdipe naar Le Chant du corps interdit van Hélène Cixous, Palais des papes d'Avignon
- 1979: Navire Night van Marguerite Duras, Théâtre Édouard VII
- 1979: Le Mort van Georges Bataille, Théâtre Édouard VII
- 1979: Wings van Arthur Kopit, Théâtre d'Orsay
- 1980: Elle est là van Nathalie Sarraute, Théâtre d'Orsay
- 1980: Trilogie du revoir van Botho Strauss, Théâtre des Amandiers
- 1982: Grand et petit van Botho Strauss, Théâtre national populaire, Théâtre de l'Odéon
- 1983: Par les villages van Peter Handke, Théâtre national de Chaillot, Théâtre national populaire
- 1984: Ivanov van Anton Tsjechov, Comédie-Française
- 1985: Passaggio van Luciano Berio, Théâtre du Châtelet
- 1985: Les Soldats van Jakob Lenz, Théâtre de la Bastille
- 1985: Intérieur van Maurice Maeterlinck, Théâtre Gérard Philipe (Saint-Denis)
- 1986: Le Parc van Botho Strauss, Théâtre national de Chaillot
- 1988: Trois voyageurs regardent un lever de soleil van Wallace Stevens, Théâtre de la Bastille
- 1988: Le Criminel van Leslie Kaplan, Théâtre de la Bastille
- 1990: Les Maîtres Chanteurs de Nuremberg van Richard Wagner, Théâtre du Châtelet
- 1990: Huis Clos van Jean-Paul Sartre, Comédie-Française
- 1990: Le Cerceau van Viktor Slavkine, Théâtre Nanterre-Amandiers
- 1991: Chutes van Gregory Motton, Théâtre Gérard Philipe
- 1992: Jeanne d'Arc au bûcher van Paul Claudel en Arthur Honegger, Opéra Bastille
- 1994: La Terrible Voix de Satan van Gregory Motton, Théâtre Gérard Philipe
- 1995: Paroles du sage van Henri Meschonnic, Théâtre national de Bretagne
- 1996: La Mort de Tintagiles van Maurice Maeterlinck, Théâtre Gérard Philipe
- 1998: Holocauste van Charles Reznikoff, Théâtre national de la Colline
- 1999: Quelqu'un va venir van Jon Fosse, Théâtre Nanterre-Amandiers
- 2000: Des couteaux dans les poules van David Harrower, Théâtre Nanterre-Amandiers
- 2001: Melancholia van Jon Fosse, Théâtre national de la Colline, Théâtre national de Bretagne
- 2001: Carnet d'un disparu van Leoš Janáček, Festival international d'art lyrique d'Aix-en-Provence
- 2002: 4.48 Psychose van Sarah Kane, met Isabelle Huppert, Théâtre des Bouffes du Nord[16]
- 2003: Variations sur la mort van Jon Fosse, Théâtre national de la Colline
- 2005: Comme un chant de David, vertaald door Henri Meschonnic, Théâtre national de la Colline
- 2007: Homme sans but van Arne Lygre, Odéon-Théâtre de l'Europe
- 2009: Ode maritime van Fernando Pessoa, Théâtre Vidy-Lausanne, Festival d'Avignon
- 2010: Brume de Dieu naar Tarjei Vesaas, Comédie de Valence, Ménagerie de verre
- 2012: La Barque Le Soir naar Tarjei Vesaas, Centre dramatique national, Centquatre-Paris
- 2013: Intérieur van Maurice Maeterlinck, SPAC-Shizuoka Performing Arts Center in Japan, Maison de la culture du Japon in Parijs
- 2016: Rêve et folie van Georg Trakl, met Yann Boudaud, Théâtre Nanterre-Amandiers[17]

### Als acteur
- 1946: La Putain respectueuse van Sartre, geregisseerd door Julien Bertheau, Théâtre Antoine
- 1946: Morts sans sépulture van Sartre, geregisseerd door Michel Vitold, Théâtre Antoine

## Boeken
- Espaces perdus, Les Solitaires Intempestifs, 1998.
- L'Ordre des morts, Les Solitaires Intempestifs, 1999.
- L'État d'incertitude, Les Solitaires Intempestifs, 2002.
- Au-delà des larmes, Les Solitaires Intempestifs, 2007.
- La Brûlure du monde, Les Solitaires Intempestifs, 2011.
- Dans le désordre, Actes Sud, 2011.
- Le théâtre, sensation du monde, Éditions Universitaires d'Avignon, 2014.
- Du régal pour les vautours, Les Solitaires Intempestifs, 2016.
- Écrits (1991-2011), Les Solitaires Intempestifs, 2016.

## Onderscheidingen
- 1991: Grand Prix national du théâtre
- 1994: Grand prix des arts de la scène de la ville de Paris
- 2010: Grand prix du théâtre du Syndicat de la critique voor Ode Maritime
- 2003: Ridder van het Legioen van Eer
- 2013: Ridder in de Koninklijke Noorse Orde van Verdienste, benoemd door koning Harald V van Noorwegen